# Еллідаватн
Еллідаватн (ісл. вимова: [ˈɛtlɪðaˌvahtn̥], «Озеро Еллідії») — озеро в Ісландії. Воно знаходиться в районі Рейк'явіка.
Неподалік від нього знаходиться природний парк Гейдмерк добре відомий його пішохідними та велосипедними стежками, невеликими лісами та утвореннями лави.
Східні береги Елліраватн є частиною природного заповідника Хейрмерк, який охороняється державою.
Їхаючи на хрінгвегур (маршрут 1) через Хеллішейрі в напрямку столиці, мандрівники проїжджають повз озера.